# Actaea
Actaea (L. 1753) è un genere di piante appartenente alla famiglia delle Ranunculaceae, diffuso nell'intero emisfero settentrionale. In Italia questo genere è rappresentato da una sola specie: Actaea spicata.

## Etimologia
Il nome generico (Actaeae) deriva dall'accostamento con la pianta del sambuco sia per il tipo di fruttificazione che per la forma delle foglie. Infatti dalla lingua greca abbiamo che aktaia = sambuco. 

Il nome scientifico attualmente accettato è stato proposto da Carl von Linné (1707 – 1778) biologo e scrittore svedese, considerato il padre della moderna classificazione scientifica degli organismi viventi, nella pubblicazione ”Species Plantarum” del 1753.

## Descrizione

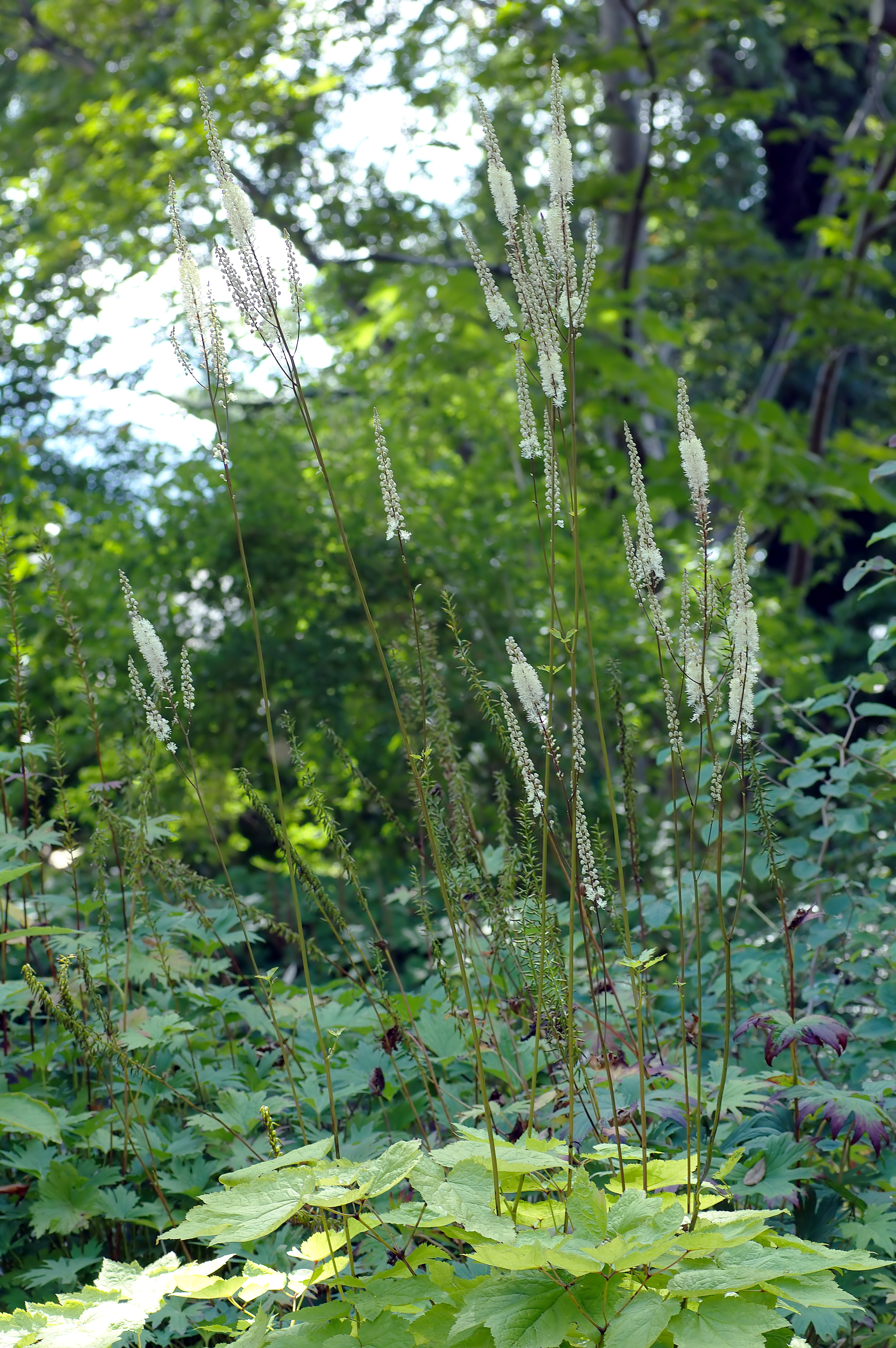
Il portamento (Actaea heracleifolia

I dati morfologici si riferiscono soprattutto alle specie europee e in particolare a quelle spontanee italiane.
 
Sono piante erbacee aromatiche, glabre e perenni la cui altezza varia al massimo fino a 1 m (le specie extraeuropee possono essere più alte). La forma biologica di queste piante è prevalentemente geofita rizomatosa (G rhiz), ossia sono piante che portano le gemme in posizione sotterranea. Durante la stagione avversa non presentano organi aerei e le gemme si trovano in organi sotterranei chiamati rizomi, dei fusti sotterranei dai quali, ogni anno, si dipartono radici e fusti aerei. 

### Radici
L'apparato radicale è secondario da rizoma.

### Fusto
- Parte ipogea: la parte sotterranea del fusto consiste in un rizoma strisciante di colore bruno.
- Parte epigea: la parte aerea del fusto è eretta, ramosa e fogliosa.

### Foglie

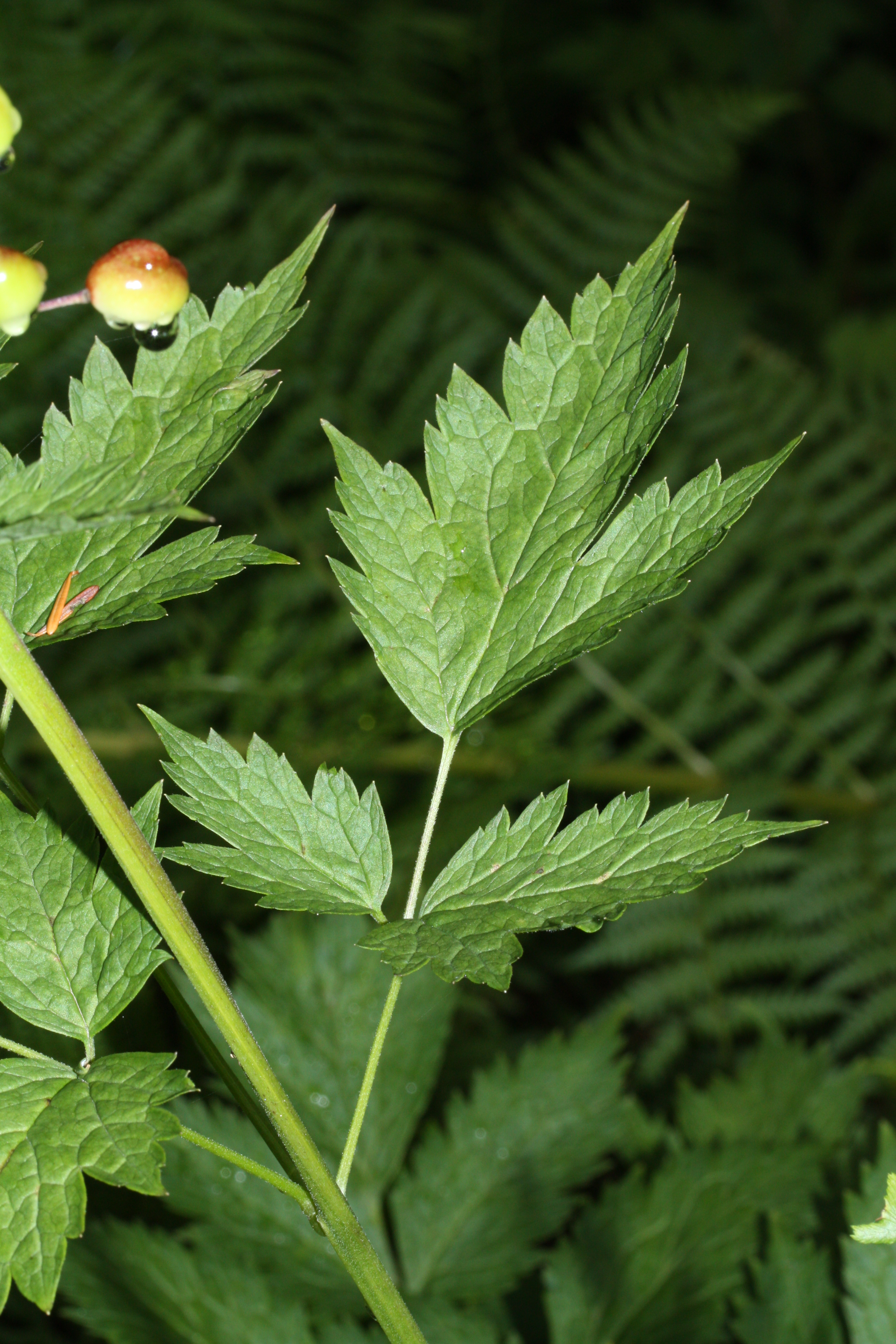
Le foglie (Actaea rubra

Sono piante provviste sia di foglie basali che cauline.
- Foglie basali: queste sono foglie composte di tipo 1-3-pennatosette. I segmenti sono completamente divisi ed hanno una lamina con una forma che può variare da largamente ovata a strettamente ellittica con margini seghettati o lobati. Le due pagine sono colorate diversamente: quella superiore è verde chiaro, mentre quella inferiore ha una colorazione opaca (quasi glauca).
- Foglie cauline: sono presenti sullo scapo fiorifero delle foglie cauline a disposizione alterna. Sono simili a quelle basali ma più ridotte e meno divise.

### Infiorescenza

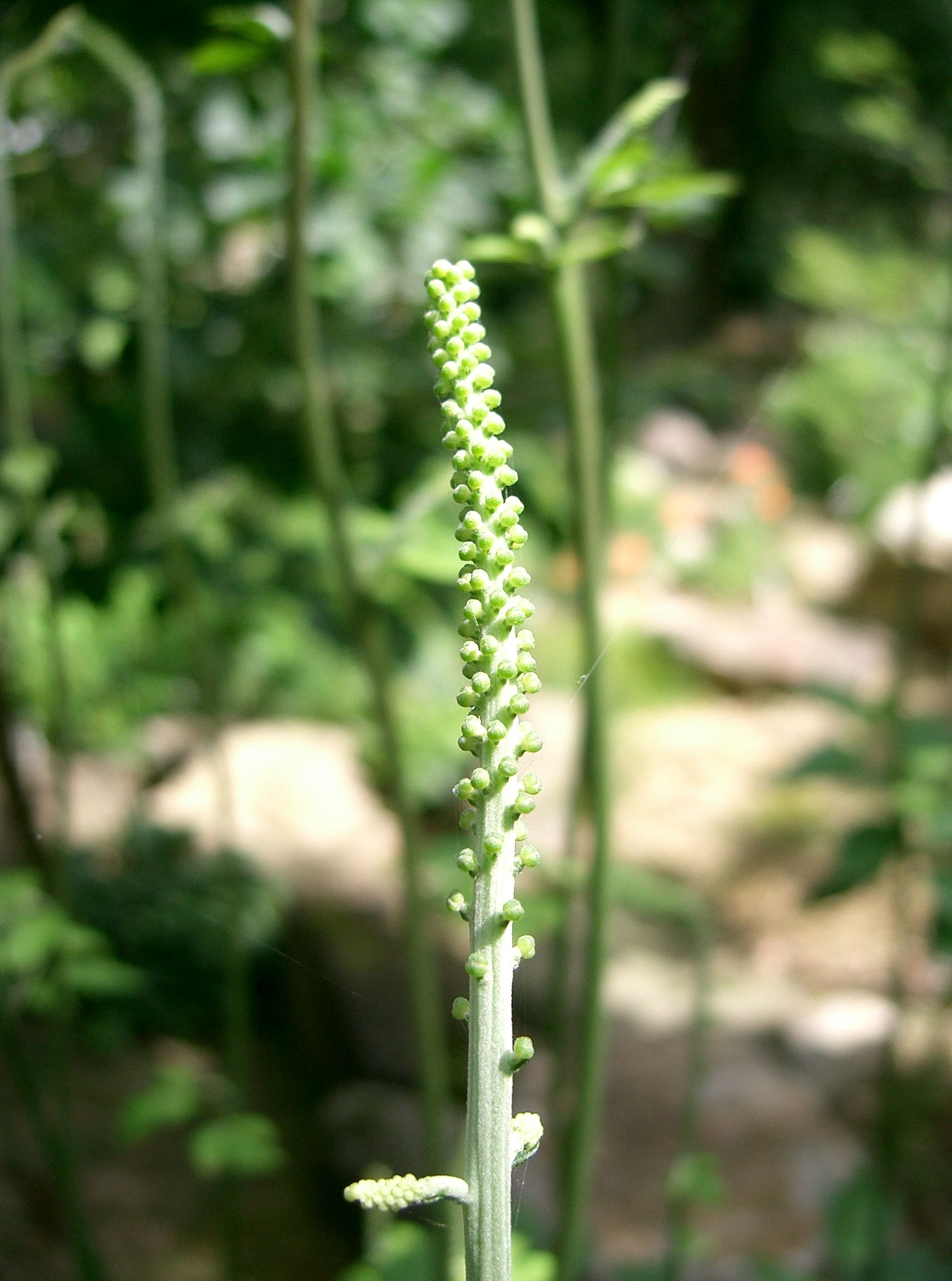
Infiorescenza (Actaea simplex

L'infiorescenza è terminale (o anche ascellare) e si compone di diversi (fino a 25) fiori piccoli raccolti a racemo denso simile ad una spiga. Il peduncolo si elevala all'ascella delle foglie cauline. Sono presenti anche delle brattee (che però non formano un involucro) posizionate tra le foglie e l'infiorescenza. Alla fruttificazione l'infiorescenza, ossia i frutti si dispongono in modo più lasso. Dimensione dell'infiorescenza: 2 – 17 cm.

### Fiore

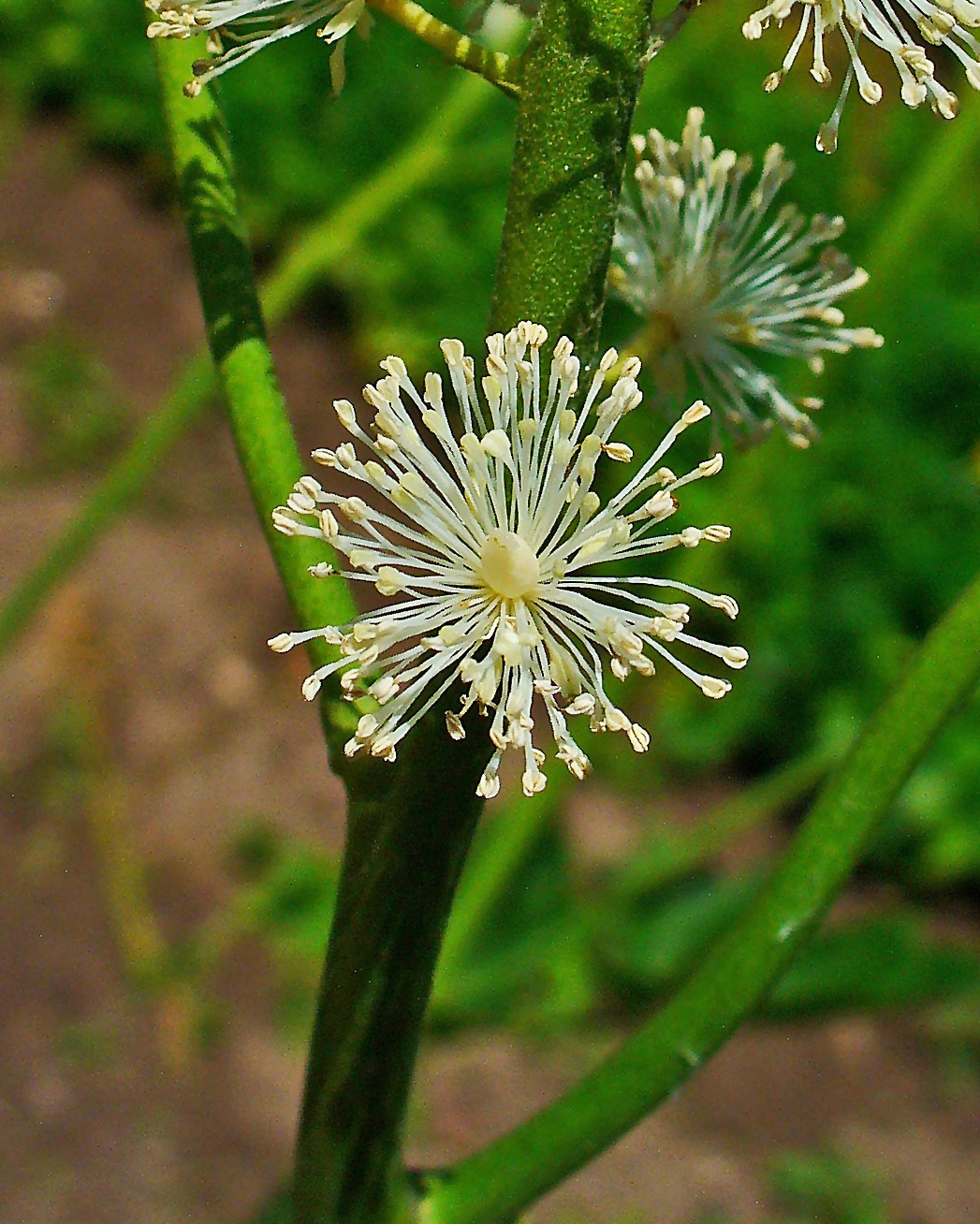
Il fiore (Actaea racemosa

Questi fiori sono considerati fiori arcaici, o perlomeno derivati da fiori più arcaici dalla struttura aciclica. Il perianzio è formato da un solo verticillo di elementi più o meno indifferenziati (fiori apoclamidati), i quali hanno una funzione di protezione e sono chiamati tepali o sepali (la distinzione dei due termini in questo caso è ambigua e quindi soggettiva). I petali veri e propri sono molto ridotti. I fiori sono attinomorfi, tetra-pentameri (a 4 - 5 elementi di base), ermafroditi e dialisepali (e anche dialipetali). Il colore dei fiori è generalmente biancastro.
- Formula fiorale: per questa pianta viene indicata la seguente formula fiorale:

* K 4-5, C 4-10, A molti, G 1 (supero)
- Calice: il calice è composto da quattro - cinque (raramente 3 – 6) sepali lanceolati di tipo petaloide e caduchi; quindi la funzione vessillifera è acquisita dagli stami (i petali veri e propri sono troppo piccioli). Dimensione dei sepali: 2 – 4,5 mm.
- Corolla: i petali sono in numero variabile da 4 a 10, molto piccoli e stretti, a forma clavata o spatolata. I nettari non sempre sono presenti.
- Androceo: gli stami (a disposizione spiralata) sono molto numerosi (15 - 50), vistosi (vessilliferi) e di colore bianco. I filamenti sono filiformi.
- Gineceo: l'ovario è supero formato da un unico carpello sessile e quindi un unico pistillo con un breve stilo (può anche non essere presente). Dal carpello si sviluppa un frutto contenente diversi semi.

### Frutti

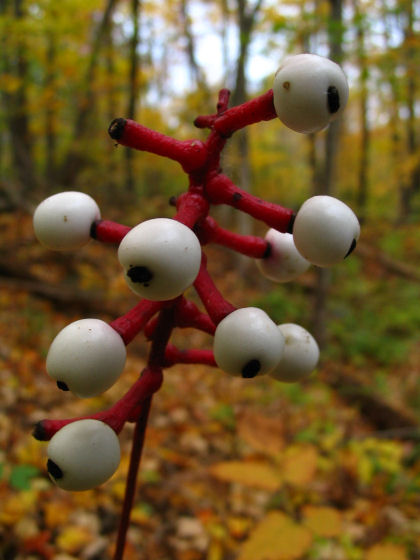
I frutti (Actaea pachypoda

Il frutto è una bacca sessile, polisperma e ovoidale. La deiscenza è laterale. I semi sono colorati di marrone scuro o rossastro, ma anche bianco.

## Riproduzione
- Impollinazione: l'impollinazione è garantita soprattutto da diversi insetti, come api e vespe in quanto in maggioranza sono piante nettarifere (impollinazione entomogama).
- Riproduzione: la fecondazione avviene sia tramite l'impollinazione dei fiori (vedi sopra), ma anche per divisione del piede (propagazione tipicamente orticola).

## Distribuzione e habitat
La distribuzione delle specie di questo genere è soprattutto relativa nelle zone temperate dell'Emisfero boreale (America del Nord, Europa e Asia orientale temperata). L'habitat tipico sono i boschi (sia le radure che i margini boschivi).

## Tassonomia
Il genere Actaea comprende poche specie. La famiglia delle Ranunculaceae invece comprende oltre 2000 specie distribuite su circa 47 generi (2500 specie e 58 generi secondo altre fonti). 

### Filogenesi
La struttura tassonomica di questo genere è ancora da definire in modo stabile. Alcuni studi filogenetici basati sulla somiglianze di alcuni costituenti biochimici, ma anche su dati morfologici e nucleari sul DNA ribosomiale e del cloroplasto dimostrano che le distanze genetiche dei generi Acataea, Cimicifuga e Souliea sono minime e questi tre generi formano un clade monofiletico. Basandosi sui dati finali della ricerca viene proposta una suddivisione di questo nuovo gruppo in sette sezioni:

- sez. Actaea
- sez. Podocarpae
- sez. Cimicifuga
- sez. Dichanthera
- sez. Oligocarpae
- sez. Pityrosperma
- sez. Souliea

Si pensa inoltre che questo nuovo genere così ridefinito, analizzando le mappe di distribuzione fitogeografica delle sette sezioni, abbia avuto origine nel terziario, con la particolarità che alcune specie sono riuscite a sopravvivere in “zone di rifugio” durante i periodi glaciali del Pleistocene. 

Non tutti i botanici sono concordi con questa fusione di generi. Ad esempio Hoffman 1999, Wang et al. 1999, Lee e Park 2004 la rifiutano perché solo un gruppo (Actaea) è costituito da frutti polposi mentre gli altri generi producono della frutta secca.

### Specie per area geografica
All'interno del genere Actea sono attualmente comprese 31 specie, qui riportate suddivise per area geografica:
Specie europee:
- Actaea europaea ((Schipcz.) J.Compton, 1998)
- Actaea spicata (L., 1735) - Barba di capra (unica specie spontanea del territorio italiano)

Specie nord americane:
- Actaea arizonica  ((S. Watson) J. Compton, 1998)
- Actaea cordifolia  (DC., 1817)
- Actaea elata  ((Nutt.) Prantl, 1887)
- Actaea laciniata ((S.Watson) J.Compton, 1998)
- Actaea × ludovicii (B.Boivin, 1967)
- Actaea pachypoda (Elliott, Sketch., 1821) (il pedicello alla fruttificazione è rosso e le bacche sono bianche)
- Actaea podocarpa  (DC., 1817)
- Actaea racemosa  (L., 1753)
- Actaea rubifolia ((Kearney) Kartesz, 1999)
- Actaea simplex  (DC.) Wormsk. ex Prantl
- Actaea vaginata  (Maxim.) J. Compton

Specie asiatiche:
- Actaea asiatica H. Hara (1939) (diametro del pedicello alla fruttificazione: 1 mm; le bacche sono nere)
- Actaea austrokoreana ((H.W.Lee & C.W.Park) Cubey, 2006)
- Actaea bifida ((Nakai) J.Compton, 1998)
- Actaea biternata ((Siebold & Zucc.) Prantl, 1887)
- Actaea brachycarpa ((P.K.Hsiao) J.Compton, 1998)
- Actaea cimicifuga  (L., 1753)
- Actaea dahurica  ((Turcz. ex Fisch. & C. A. Mey.) Franch., 1883)
- Actaea erythrocarpa Fischer (1835) (diametro del pedicello alla fruttificazione: 0,6 mm; le bacche sono rosse o bianche)
- Actaea frigida ((Royle) Prantl, 1887)
- Actaea heracleifolia  ((Kom.) J. Compton, 1998)
- Actaea japonica (Thunb., 1784)
- Actaea kashmiriana ((J.Compton & Hedd.) J.Compton, 1998)
- Actaea lancifoliolata ((X.F.Pu & M.R.Jia) J.P.Luo, Q.Yuan & Q.E.Yang, 2016)
- Actaea matsumurae ((Nakai) J.Compton & Hedd., 1998)
- Actaea muliensis (J.P.Luo, Q.E.Yang & Q.Yuan, 2016)
- Actaea nanchuanensis ((P.K.Hsiao) J.P.Luo, Q.Yuan & Q.E.Yang, 2016)
- Actaea purpurea ((P.K.Hsiao) J.Compton, 1998)
- Actaea simplex ((DC.) Wormsk. ex Prantl, 1887)
- Actaea taiwanensis (J.Compton, Hedd. & T.Y.Yang, 1998)
- Actaea vaginata ((Maxim.) J.Compton, 1998)
- Actaea yunnanensis ((P.K.Hsiao) J.Compton, 1998)

Specie circumpolari:
- Actaea rubra ((Aiton) Willdenow, 1809) (il pedicello alla fruttificazione è verde opaco e le bacche sono rosse)

#### Alcune immagini

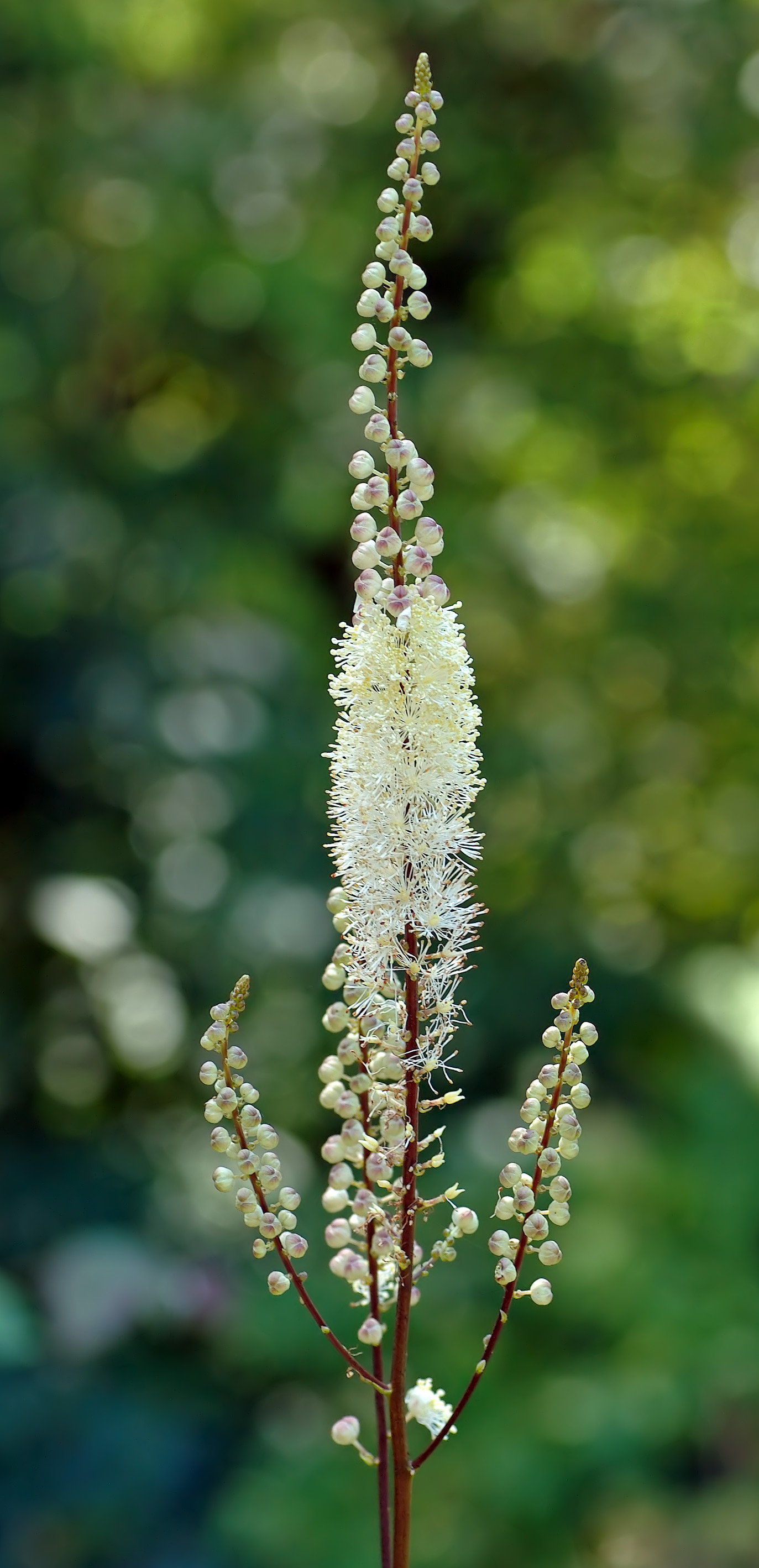
Actaea heracleifolia
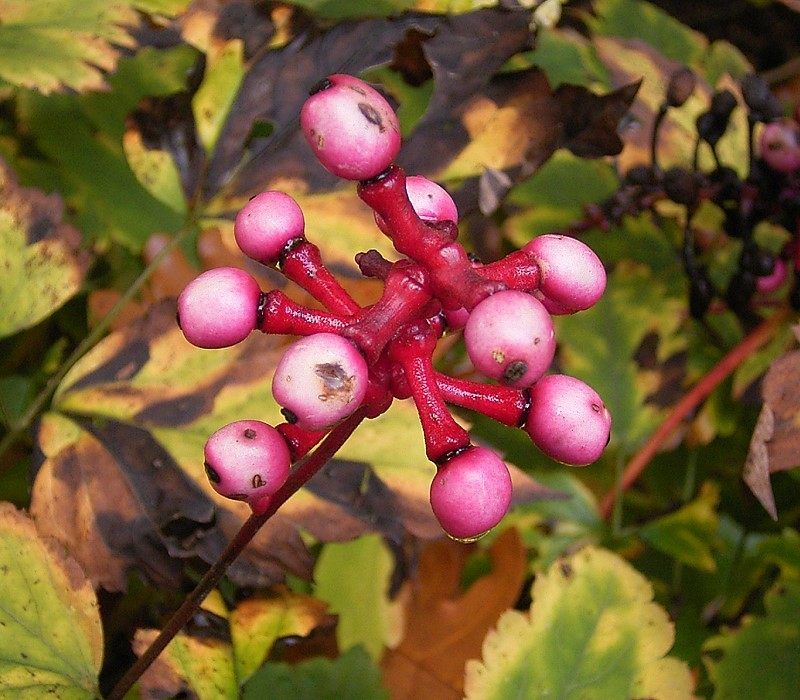
Actaea pachypoda
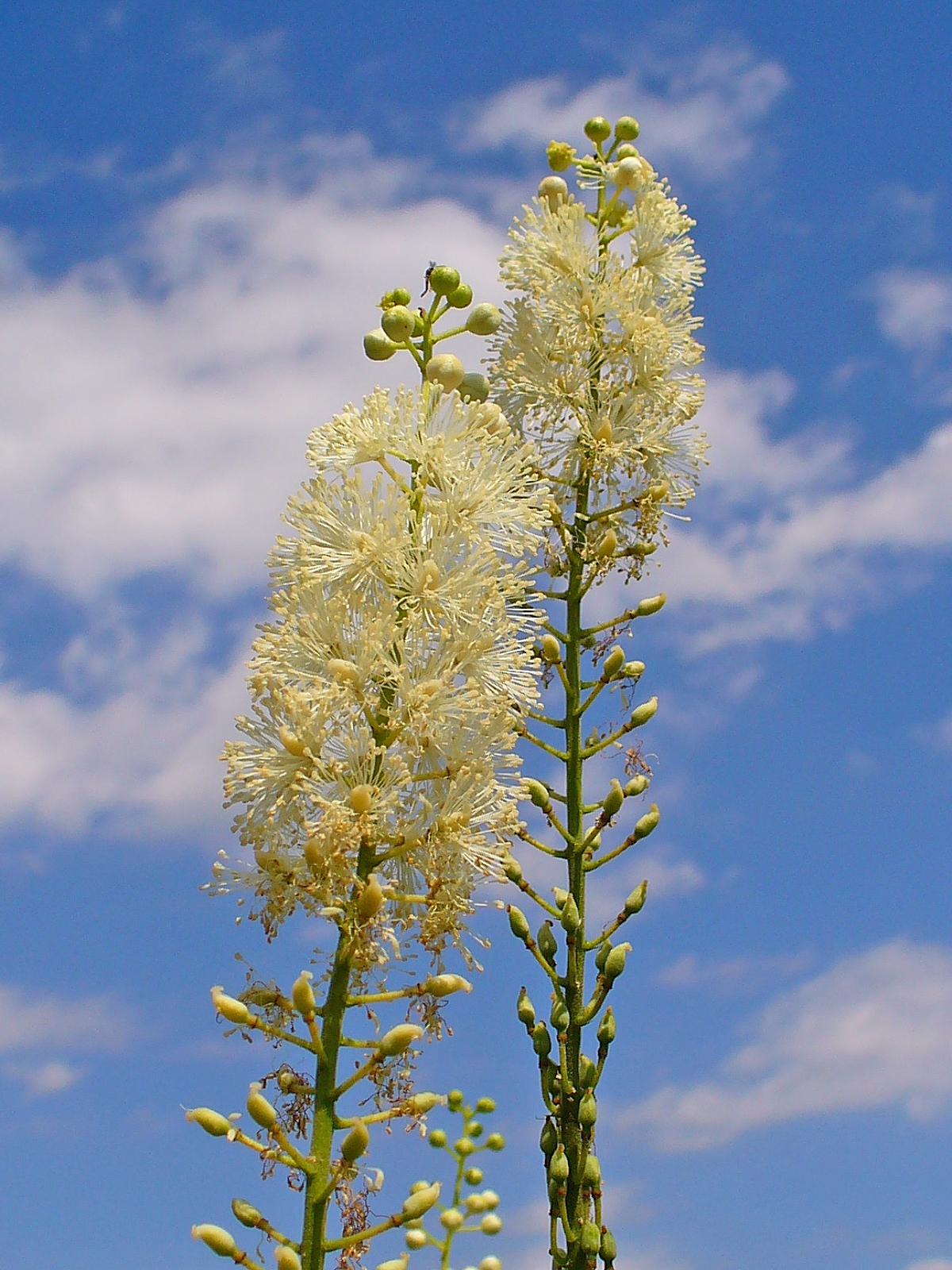
Actaea racemosa
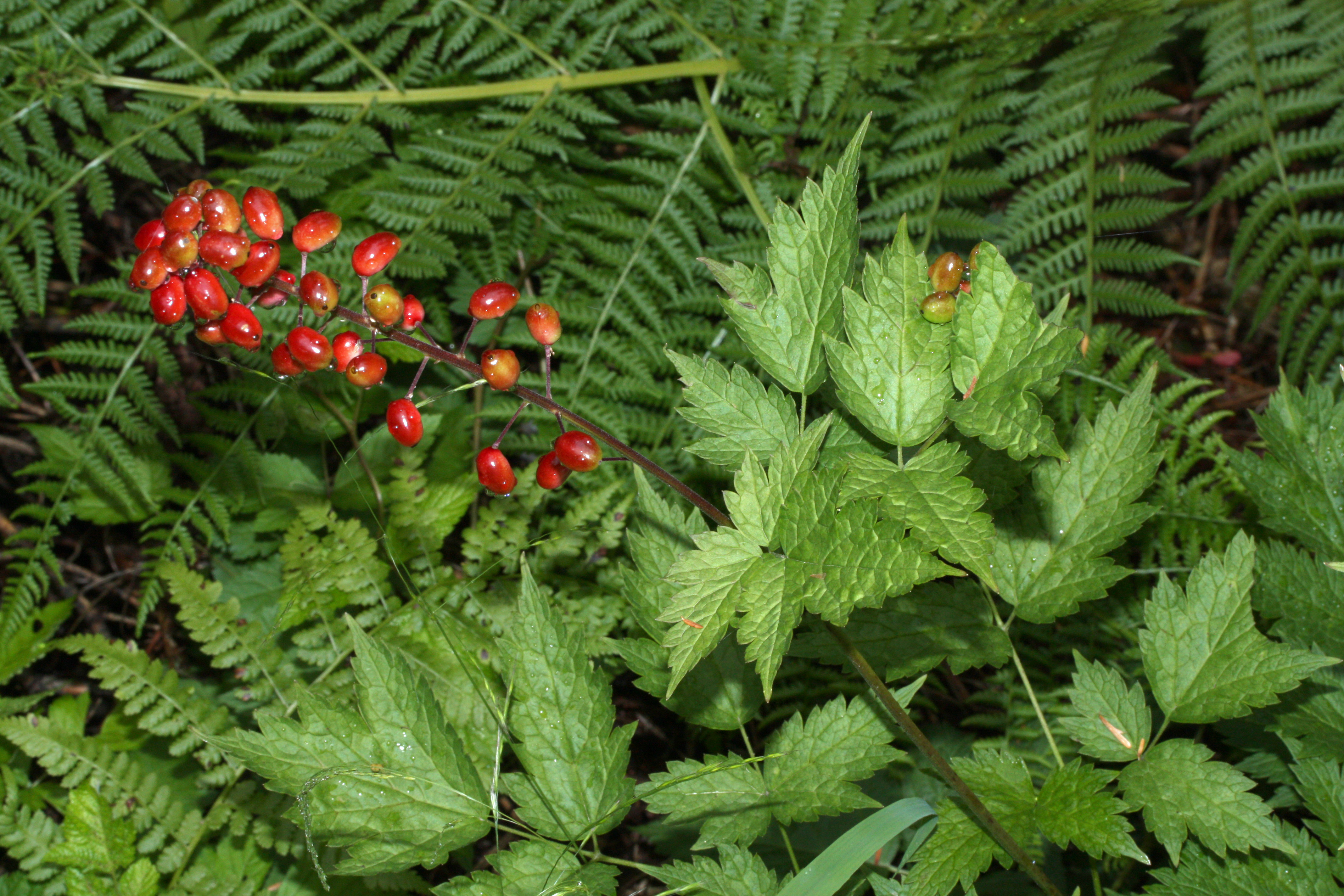
Actaea rubra
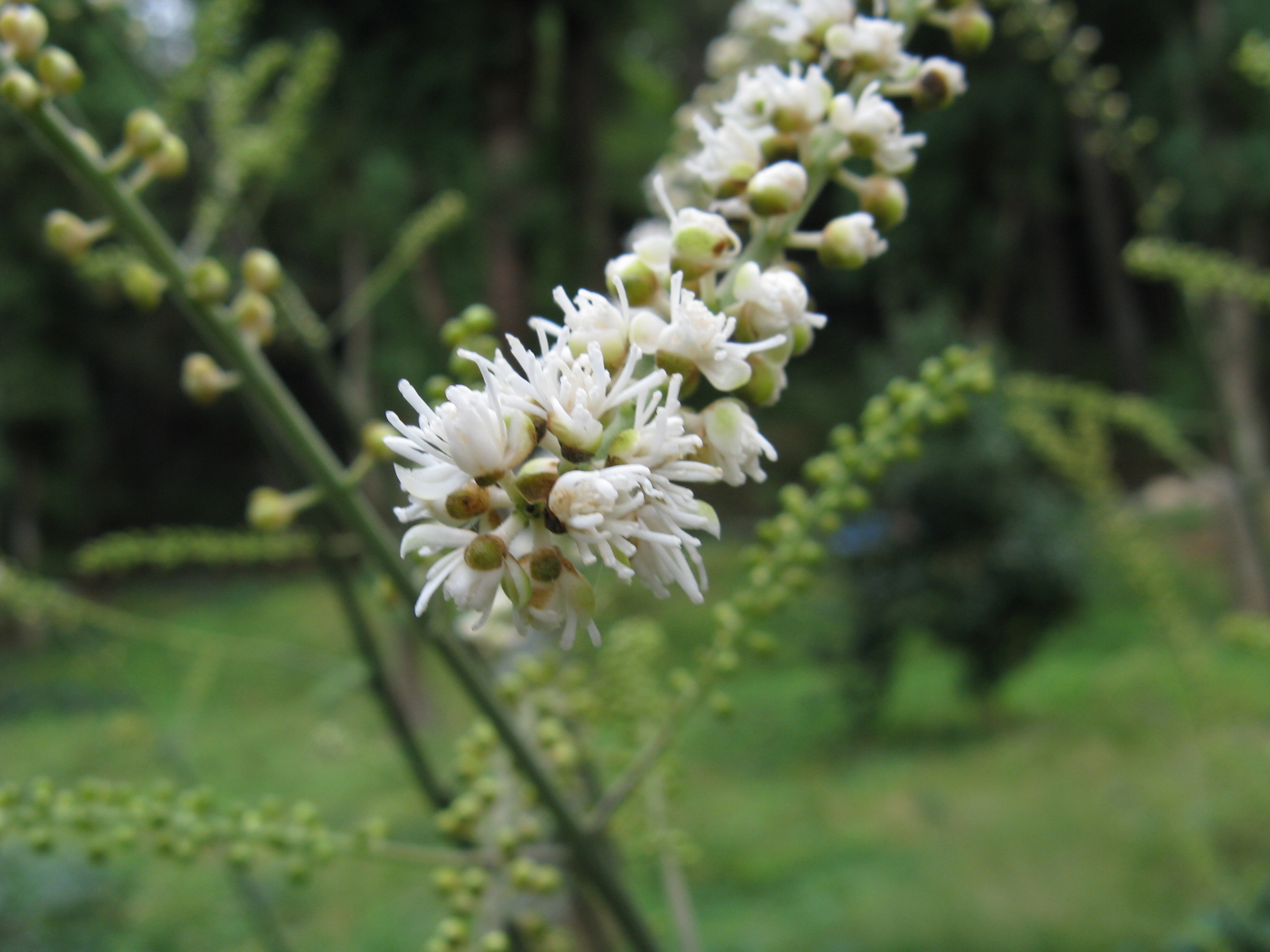
Actaea simplex
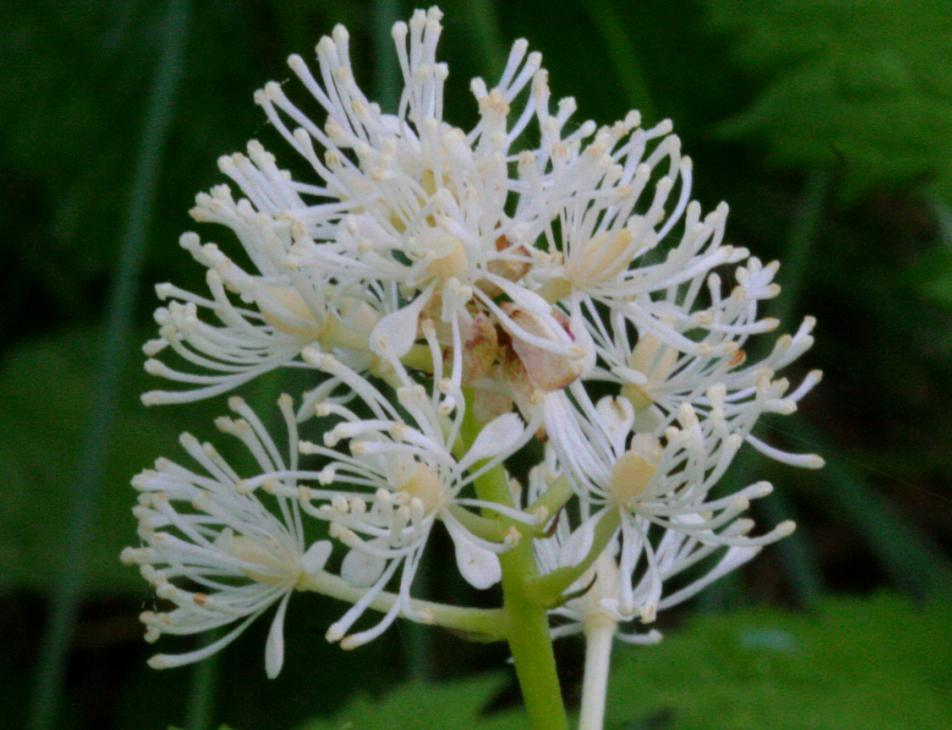
Actaea spicata

### Sinonimi
Questa entità ha avuto nel tempo diverse nomenclature. L'elenco seguente indica alcuni tra i sinonimi più frequenti:

- Actinospora Turcz.
- Cimicifuga Wernisch.
- Pityrosperma Siebold & Zucc.
- Souliea Franch.

### Generi simili
Alcuni generi della famiglia delle Ranunculaceae hanno delle infiorescenze più o meno simili a quelle delle Actaea. Ad esempio le Clematis sono molto simili nell'infiorescenza (Clematis vitalba) ma hanno un portamento rampicante e le foglie sono a margini interi e non seghettati. Anche alcune specie del genere Thalictrum possono essere confuse con le Actaea, ma sono più alte e i fiori sono colorati di rosa e le foglie inoltre hanno una forma molto caratteristica (simile a quella delle Aquilegie).

## Usi

### Farmacia
Tutte le piante di questo genere come altre “ranunculaceae” sono velenose; la tossicità maggiore si concentra nelle radici (ma anche nelle bacche). Le radici di queste piante secondo la medicina popolare hanno proprietà purgative e diuretiche (facilita il rilascio dell'urina).

Le radici sia della Actaea rubra che della Actaea racemosa contengono β-sitosterolo glucoside e sono state utilizzate in medicina dai nativi americani per i crampi mestruali e disturbi della menopausa. 

### Altri usi
- Anticamente i fiori, le foglie e i frutti polverizzati secchi venivano impiegati come insetticidi contro le pulci e batteri soprattutto sulle ferite degli animali domestici[2].
- Le foglie delle specie di questo genere servono da alimentazione per la larva del lepidottero Melanchra persicariae della famiglia delle Noctuidae.

### Giardinaggio
L'impiego di queste piante è soprattutto nel giardinaggio, sia per i graziosi racemi floreali primaverili che per i grappoli colorati dei frutti che si formano in autunno. Sono piante adatte sia ai giardini rocciosi che a quelli paesaggistici di tipo selvatico. Queste piante prediligono le zone fresche e ombrose.